# Saša Barbul
Saša Barbul (Zsablya, 1981 –) roma származású szerb színész és filmrendező.

## Pályafutása
2001-ben első darabját, amit ő is rendezett a Roma címmel mutatták be Zsablyában. 2001 óta Barbul a roma közösség projektjein dolgozik Szerbiában és Ausztriában. 2005-ben Bécsbe ment, ahol különböző színpadi darabokban játszott: Futur Roma Nikola Radinnal és Liebesforschung Tina Leisch-sel. 2013-ban részt vett az Österreicher, integriert euch! (Isten szórakozása), a Neue Bohemian Gastarbeiteroper (Alexander Nikolić), valamint a Botschaft von Astoria (Sandra Selimović) és a Die Irre von Chaillot (Manfred Michalke) darabokban.
2007 és 2011 között ismét Szerbiában élt az ausztriai tartózkodási engedélyével kapcsolatos problémák miatt. Ott készítette első dokumentumfilmjét Vladan Jeremiccsel együtt, a Gazela – Ideiglenes menedék 100–500 évtől címűt. Ezt követték a Bitte nicht vergessen, az Amaro Drom - Unser Weg és a Roma Boulevard című filmek. 2012-ben feleségül vette a jelenleg Bécsben élő Matilda Lekót. Később Philomena Grassllel egy családi portrén dolgozott egy szerbiai roma településen. 2014-ben Kültüř gemma!-díjjal jutalmazták.
Barbul első moziélményét Harald Sicheritz Bad Fucking című játékfilmjében szerezte. Első kiemelkedő szerepe Wolfgang Murnberger rendező Das ewige Leben című osztrák-német krimijében volt. Ezt követően vendégszerepelt a 4 Frauen und 1 Todesfall (Wolfgang Murnberger) című osztrák televíziós sorozatban.
2015 februárja és májusa között ő szervezte és irányította az első Roma Filmfesztivált a bécsi Stadtkinóban (Opre Roma Film Festival).
Az IRFC (Nemzetközi Romani Filmbizottság) és a „Mindj Panther Roma Armee Fraktion” tagja.

## Fordítás
- Ez a szócikk részben vagy egészben  a   Saša Barbul című angol Wikipédia-szócikk ezen változatának fordításán alapul.  Az eredeti cikk szerkesztőit annak laptörténete sorolja fel. Ez a jelzés csupán a megfogalmazás eredetét és a szerzői jogokat jelzi, nem szolgál a cikkben szereplő információk forrásmegjelöléseként.